# Lac de Lourdes
Le lac de Lourdes est un lac des Pyrénées françaises d'une superficie de 52 ha pour une altitude de 422 m. Il se situe sur la commune de Lourdes dans le département des Hautes-Pyrénées en région Occitanie.

## Géographie

### Topographie
Situé dans la région Occitanie, département des Hautes-Pyrénées. Bien que toutes les eaux du lac soient situées sur la zone septentrionale du territoire de la commune de Lourdes, la berge nord appartient au territoire de la commune adjacente de Poueyferré.
Il est bordé sur son flanc sud par le golf de Lourdes, désaffecté.
La partie ouest du lac d'antan est aujourd'hui devenu un marécage, ce qui a fait diminuer sa superficie d'un quart environ.
On y accède, en venant de Tarbes, en prenant la route à droite à l'entrée de la ville, avant de passer sous la voie ferrée.

### Géologie
Malgré son altitude de seulement 422m et son emplacement avancé à l'entrée des vallées du Lavedan, il s'agit d'un lac glaciaire résultant de l'accumulation de l'eau derrière une moraine, extrême point d'avancée du glacier d'Argelès durant l'époque glaciaire.

## Histoire
Lorsque le Prince de Rohan-Rochefort, Vicomte du Lavedan, acquit la seigneurie de Lourdes dans les années 1770, le lac Lourdes était affermé pour un montant annuel de 240 livres. Le prince eut alors l’ambition d’assécher le lac pour le mettre en culture. La révolution empêcha la réalisation de ce projet : le prince émigra en Autriche et le lac devint bien national et fut revendu dès 1792, à trois nouveaux propriétaires, qui eux-mêmes le cédèrent la même année aux sieurs Carrère, Frances et Jean Dufo, Maire de Lourdes. Brice Dufo, son fils, bâtonnier de Lourdes, plusieurs fois Maire, et fervent partisan des apparitions en 1858, en devint le seul propriétaire. C’est par mariage que le Lac revint à Joseph de Lacvivier ;  et ce sont ses descendants qui le cédèrent à la mairie de Lourdes en 1989.

## Faune et flore
- Flore : Osmonde royale (Osmunda regalis), fougère des marais (Thelypteris palustris), Carum verticillatum, Grassette du Portugal (Pinguicula lusitanica)[4].
- Faune : Fadet des laîches (Coenonympha oedippus)[4].

## Galerie

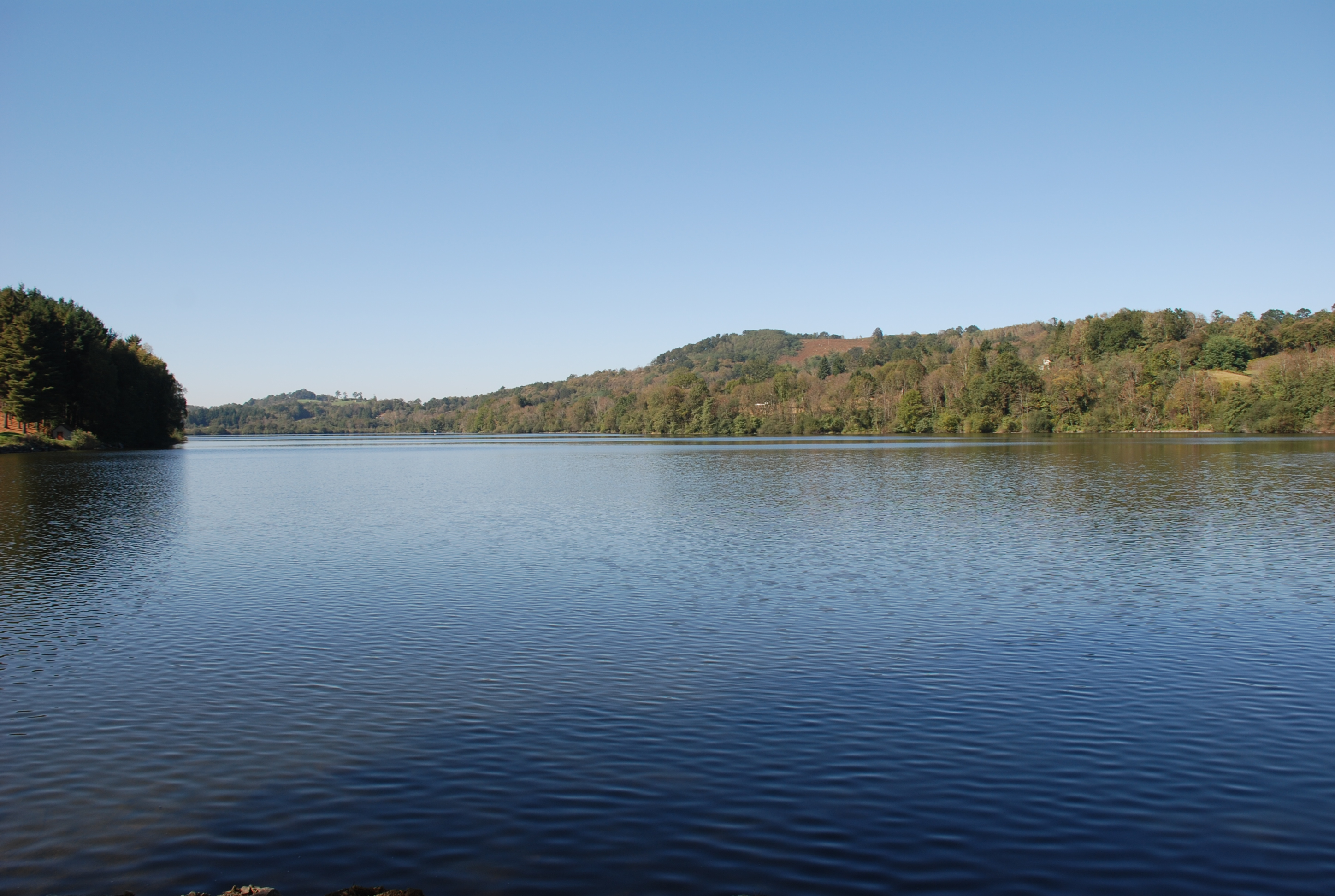
Lac de Lourdes.
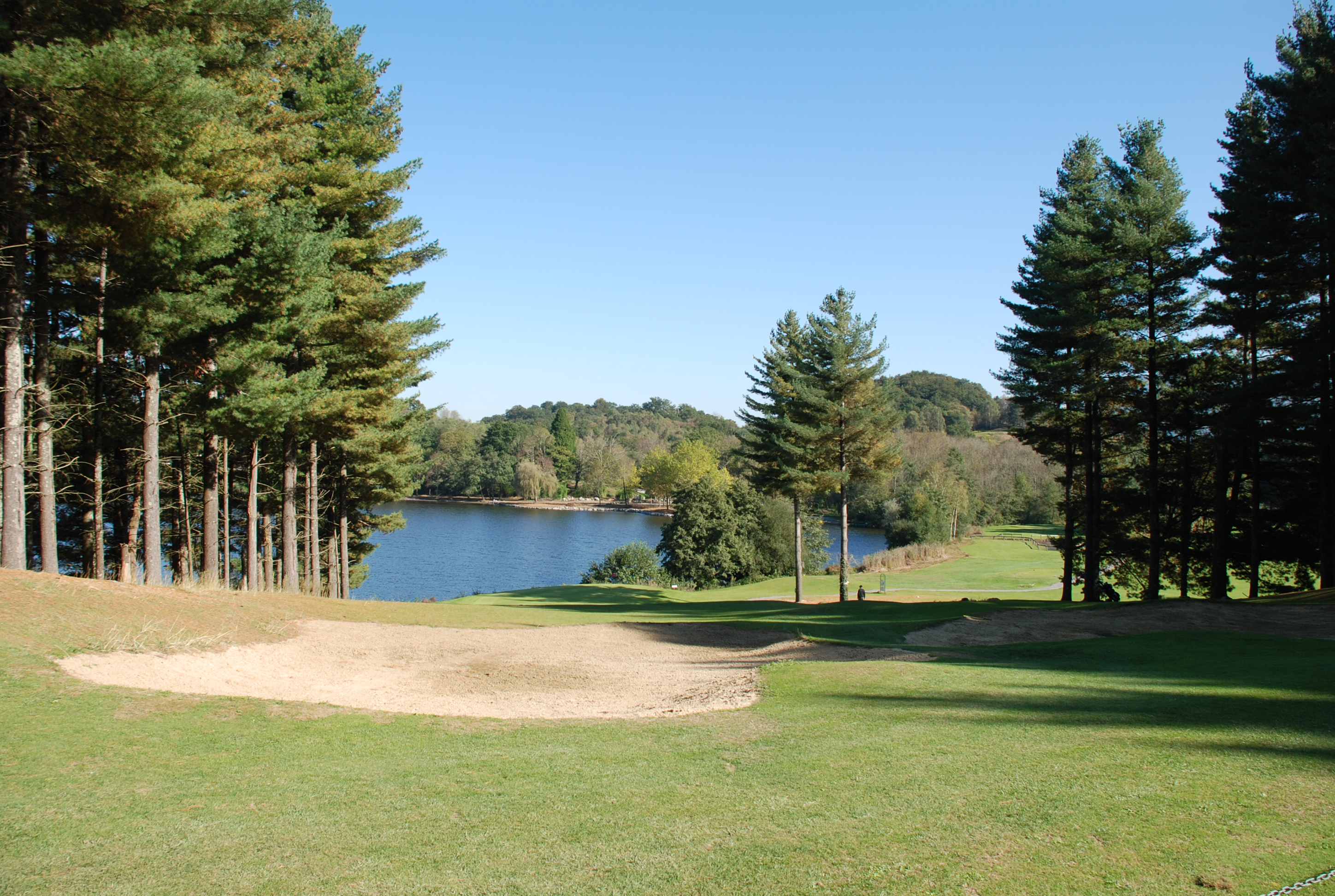
Lac de Lourdes et terrain de golf.

## Légende
Pendant fort longtemps, le lac de Lourdes était perçu comme un lac maudit. La légende rapporte que lorsqu'une personne s'y noyait, son âme était à jamais emprisonnée au fond du lac. Toujours selon la légende, à l'emplacement du lac s'élevait autrefois une cité peuplée d'individus si cruels que Dieu décida de les châtier en engloutissant la cité dans les flots. Seule une famille put échapper à ce destin car elle s'était montrée pieuse et respectueuse. La veille de la destruction de la cité, Dieu envoya un messager pour la prévenir du terrible sort qu'il réservait à la population. Il n'y avait qu'une seule condition : que personne ne se retourne pas même si on entend un bruit. Tous les membres de la famille quittèrent la ville et respectèrent les consignes données par l'envoyé du Seigneur. Mais à un moment, ils entendirent des bruits épouvantables. L'homme pressait les siens d'avancer et d'augmenter la cadence en leur sommant de ne pas se retourner. Or, sa femme qui était à l'arrière se retourna et fut instantanément changée en pierre.
Cette légende n'est pas sans rappeler le mythe d'Orphée qui alla jusqu'aux enfers pour sauver sa bien-aimée Eurydice et qui avait reçu les mêmes consignes, à savoir de ne pas se retourner sous peine de perdre pour l'éternité son amour, ainsi que le récit de la destruction de Sodome, lors de laquelle la femme de Loth fuyant la ville avec les siens, se retourna et fut changée en statue de sel.

## Conservation

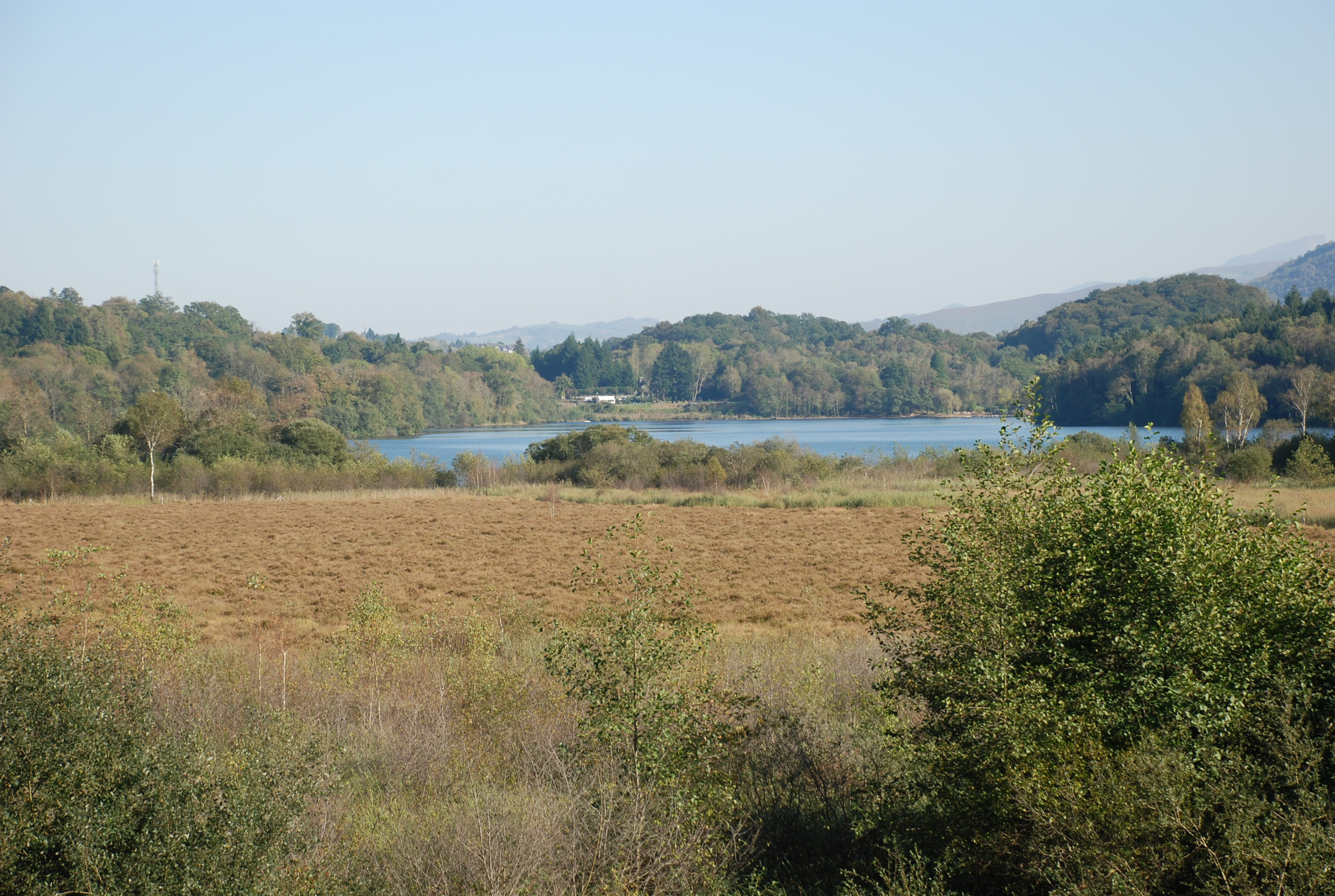
Tourbière du lac de Lourdes

En 1981, le complexe marécageux et tourbeux remarquable de grand intérêt palynologique est répertorié parmi les 81 sites d'intérêt majeur de l'inventaire des tourbières de France.
En 2006, le site Tourbières et lac de Lourdes est classé par le Réseau Natura 2000 en zones spéciales de conservation (ZSC) sur une superficie de 73 hectares.
Aujourd'hui 4 vaches Lourdaise participent à l'entretien de la zone humide.